# Churubusco
Pour la ville de l’État de l’Indiana, voir Churubusco (Indiana).
Churubusco est un quartier de la delegación (arrondissement mexicain) de Coyoacán, au sud de Mexico. 

## Historique
Le 20 août 1847 a eu lieu la bataille de Churubusco.